# Sospensioni a molloni verticali

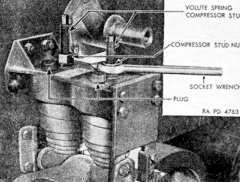
Molloni verticali dei carri M3/M5 Stuart

Le sospensioni a molloni verticali sono un tipo di sospensione per i veicoli. Questa soluzione meccanica fu impiegata su molti carri armati statunitensi, dagli anni '30 fino alla fine della seconda guerra mondiale. Questo tipo di sospensione in lingua inglese è denominata Vertical Volute Spring Suspension, spesso abbreviata tramite l'acronimo VVSS.

## Impiego

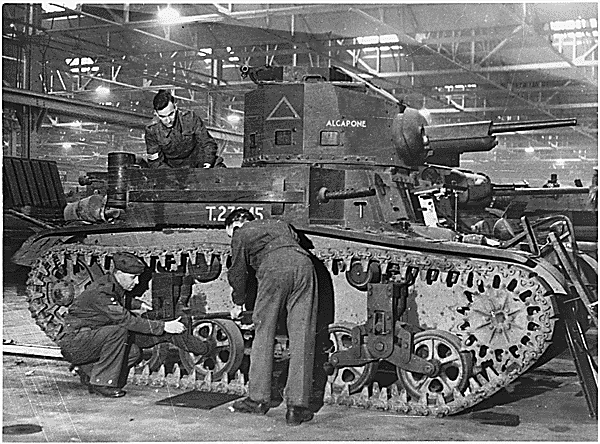
Carro armato leggero M2 Light Tank

I molloni verticali sono realizzati tramite molle elicoidali coniche. Durante la compressione le spire della molla sono in grado di scivolare una dentro l'altra, aumentando la corsa massima e riducendo l'altezza della molla pienamente compressa. Aumenta così lo spostamento verticale che la molla è in grado di sostenere. Il risultato è una sospensione più stabile e resistente, rispetto alle sospensioni a balestra o a torsione. La sospensione di questo tipo era solitamente realizzata installando le molle elicoidali coniche all'interno dei carrelli di rotolamento; ciò riduceva al massimo l'occupazione di spazio del modulo.

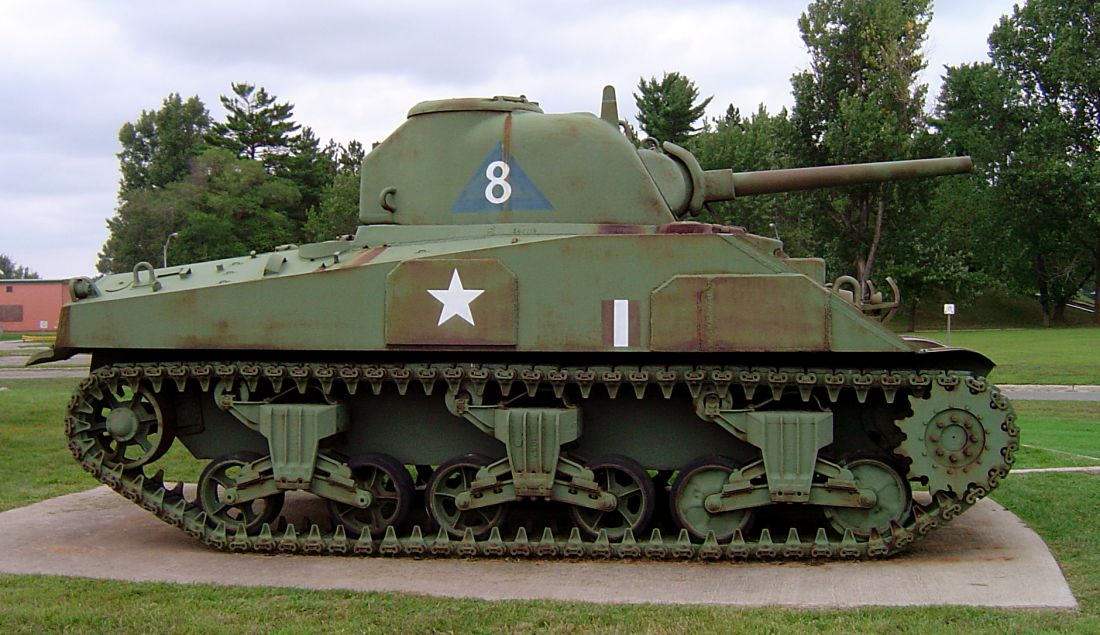
Sherman versione M4A2 con sospensione a molloni verticali

Il primo veicolo realizzato con questa tecnologia fu il carro M1 Combat Car, prodotto dal Rock Island Arsenal per la Cavalleria statunitense. Il modello entrò in servizio nel 1937. In seguito fu usata per i carri M2 Light Tank e M3/M5 Stuart. La stessa sospensione, riprogettata aumentandone le dimensioni, fu adottata sui carri M2 Medium Tank, M3 Lee. In seguito la stessa soluzione fu utilizzata su molti altri carri statunitensi, come l'M4 Sherman, o carri derivati da modelli americani, come il Ram.

## Lista di veicoli dotati di sospensioni a molloni verticali
- M1 Combat Car
- M2 Light Tank
- M2 Medium Tank
- M3 Lee
- M4 Sherman
- Sherman Firefly
- M22 Locust
- M7 Priest
- M10 Wolverine
- Ram
- Grizzly I
- 17pdr SP Achilles